# 纳瓦斯-德尔雷伊
纳瓦斯德尔雷，是西班牙马德里自治区的一个市镇。总面积51平方公里，总人口2684人（2013年），人口密度52.8人/平方公里。